# Sent Vincenç d'Eila
Sent Vincenç d'Eila (en francès Saint-Vincent-sur-l'Isle) és un municipi francès situat al departament de la Dordonya i a la regió de la Nova Aquitània.

## Demografia
| 1962                                       | 1968 | 1975 | 1982 | 1990 | 1999 | 2007 |
| ------------------------------------------ | ---- | ---- | ---- | ---- | ---- | ---- |
| 161                                        | 155  | 142  | 152  | 204  | 191  | 242  |
| Des de 1962: població sense dobles comptes |      |      |      |      |      |      |

## Administració
| Període   | Identitat              | Partit |
| --------- | ---------------------- | ------ |
| 1953-1959 | Raoul Didierjean       |        |
| 1959-1971 | Robert Barret          |        |
| 1971-1983 | Jean-Pierre Chamoulaud |        |
| 1983-     | Jean-François Faucher  | PS     |